# Автоматична радіометеорологічна станція
Автомати́чна радіометеорологі́чна ста́нція (АРМС) — метеорологічна станція, що працює автоматично і періодично передає свої виміри в ефір.

## Конструкція
Радянська модель АРМС складалась з комплексу метеорологічних приладів (анероїд, біметалевий термометр, флюгер, анемометр з хрестом Робінзона), механізму керування, пускового механізму, системи електроживлення та радіопередавача з антеною. Пусковий механізм складався з контактного годинника, що за допомогою електромотора автоматично заводився кожні 6 годин. 

## Робота
У певний, наперед визначений час годинник вмикав механізм керування, який в свою чергу вмикав електроживлення радіопередавача, а потім, послідовно, поодинці, — чотири метеорологічні приймачі. Контактна стрілка кожного метеорологічного приймача, вільно пересуваючись над нерухомою шкалою контактів, під час роботи приймача на короткий час притискається до шкали контактів і приводить у рух кодуючу систему, яка посилає в ефір сигнали (колись азбукою Морзе, тепер у цифровому вигляді). Передача радіосигналів відбувається через кожні 6 годин тричі протягом 2 хвилин. 

## Установлення
Автоматичні радіометеорологічні станції встановлюють у важкодоступних районах (в Арктиці, в горах, у відкритому морі тощо).